# Jamgön Kongtrül

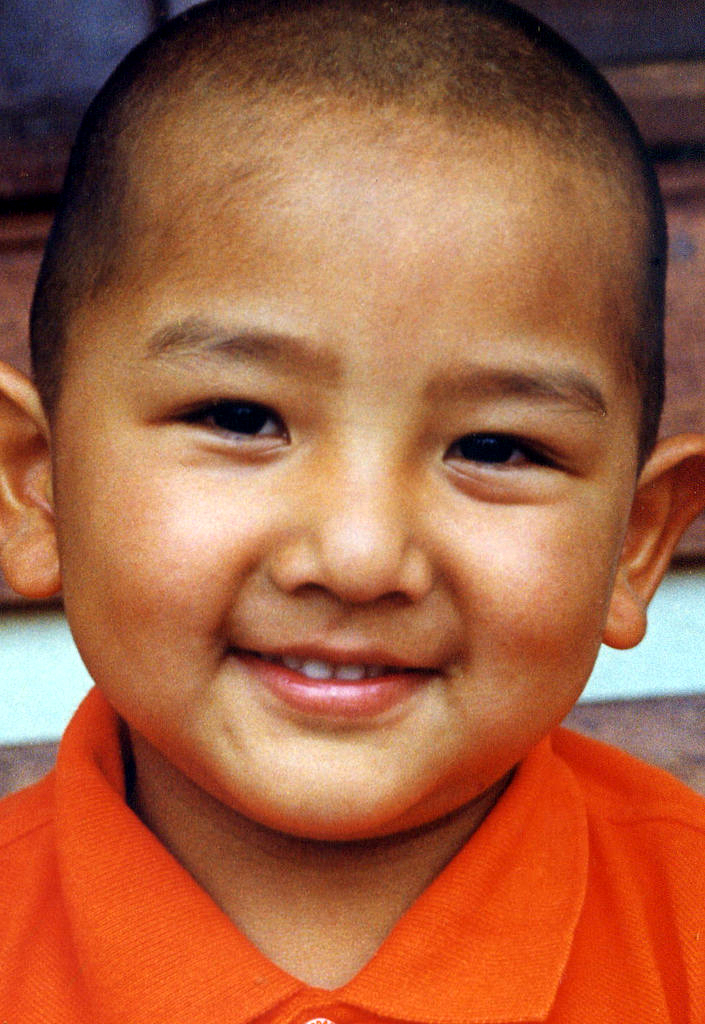
Jamgön Kongtrul (Lodrö Chökyi Nyima) 2005

Jamgön Kongtrul (tib.: ’jam mgon kong sprul; chin. Jianggong Gongzhu Ningboche 蒋贡工珠宁波车) ist der Titel einer bedeutenden Trülku-Linie der Karma-Kagyü-Schule des tibetischen Buddhismus. Die Linie beginnt mit dem berühmten Enzyklopädisten und Mitgründer der Rime-Bewegung – dem 1. Jamgön Kongtrül Lodrö Thaye. 
Nach dem Tod des 16. Karmapa Rangjung Rigpe Dorje wurde der 3. Jamgön Kongtrul Karma Lodrö Chökyi Sengge neben dem 14. Shamarpa Mipham Chökyi Lodrö, dem 12. Tai Situpa Pema Dönyö Nyinche und dem 12. Tshurphu Gyeltshab Dragpa Tenpe Yarphel einer der „Vier Regenten der Karma-Kagyü“.

## Liste der Jamgön Kongtrul Rinpoches
|    | Name (Liste tibetischer Namen und Titel)                                       | Lebensdaten | Umschrift nach Wylie                        |
| -- | ------------------------------------------------------------------------------ | ----------- | ------------------------------------------- |
| 1. | Lodrö Thaye                                                                    | 1813–1899   | blo gros mtha’ yas                          |
| 2. | Khyentse Öser, Karse Kongtrül                                                  | 1904–1953   | mkhyen brtse’i 'od zer, kar sras kong sprul |
| 3. | Karma Lodrö Chökyi Sengge                                                      | 1954–1992   | kar ma blo gros chos kyi seng ge            |
| 4. | Lodrö Chökyi Nyima (von Orgyen Thrinle Dorje als 4. Jamgön Kongtrul anerkannt) | * 1995      | blo gros chos kyi nyi ma                    |
| 4. | Migyur Dragpa Sengge (von Thaye Dorje als 4. Jamgön Kongtrul anerkannt)        | * 1995      | mi ’gyur grags pa seng ge                   |